# Monténégro au Concours Eurovision de la chanson 2018
Le Monténégro est l'un des quarante-trois pays participants du Concours Eurovision de la chanson 2018, qui se déroule à Lisbonne au Portugal. Le pays est représenté par le chanteur Vanja Radovanović et sa chanson Inje, sélectionnés lors de l'émission Montevizja 2018. Le Monténégro termine 16e avec 40 points lors de sa demi-finale et ne se qualifie pas pour la finale.

## Sélection
Le diffuseur monténégrin RTCG a confirmé sa participation au Concours 2018 le 22 septembre 2017.
C'est un mois plus tard, le 18 octobre 2017, qu'il est confirmé que le pays utilisera l'émission télévisée Montevizja 2018 pour sélectionner son représentant.

### Format
La sélection sera composée d'une unique émission qui aura lieu le 17 février 2018, lors de laquelle cinq artistes seront en compétition. Le vainqueur de l'émission sera décidé par le télévote monténégrin uniquement.
À la fin de la période de dépôt des candidatures, trente et une chansons ont été reçues par le diffuseur. Un panel de cinq jurés professionnels a ensuite réduit ce nombre à cinq artistes qui participeront à l'émission de sélection. Comme le veut le règlement de la sélection, toutes les chansons sont en monténégrin.

### Émission
La sélection est diffusée en direct par la chaîne TV CG 1 le 17 février 2018.

#### Première manche: demi-finale
- Qualifiés

| Ordre | Artiste                  | Chanson     | Traduction        | Télévote | Place |
| ----- | ------------------------ | ----------- | ----------------- | -------- | ----- |
| 1     | Nina Petković            | Dišem       | Je respire        | 11 %     | 5     |
| 2     | Vanja Radovanović        | Inje        | Givre             | 18 %     | 3     |
| 3     | Ivana Popović Martinović | Poljupci    | Baisers           | 12 %     | 4     |
| 4     | Katarina Bogićehxvić     | Neželjena   | Indésirable       | 19 %     | 2     |
| 5     | Lorena Janković          | Dušu mi daj | Donne moi une âme | 40 %     | 1     |

#### Deuxième manche: finale
| Superfinale – 17 février 2018 | Superfinale – 17 février 2018 | Superfinale – 17 février 2018 | Superfinale – 17 février 2018 | Superfinale – 17 février 2018 |
| Ordre                         | Artiste                       | Chanson                       | Pourcentage                   | Place                         |
| ----------------------------- | ----------------------------- | ----------------------------- | ----------------------------- | ----------------------------- |
| 1                             | Vanja Radovanović             | Inje                          | 37 %                          | 1                             |
| 2                             | Katarina Bogićević            | Neželjena                     | 34 %                          | 2                             |
| 3                             | Lorena Janković               | Dušu mi daj                   | 29 %                          | 3                             |

## À l'Eurovision
Le Monténégro a participé à la deuxième demi-finale, le 10 mai 2018,. Y terminant 16e avec 40 points, le pays échoue à se qualifier en finale.